# Église Saint-Stephen de Rosslyn Hill

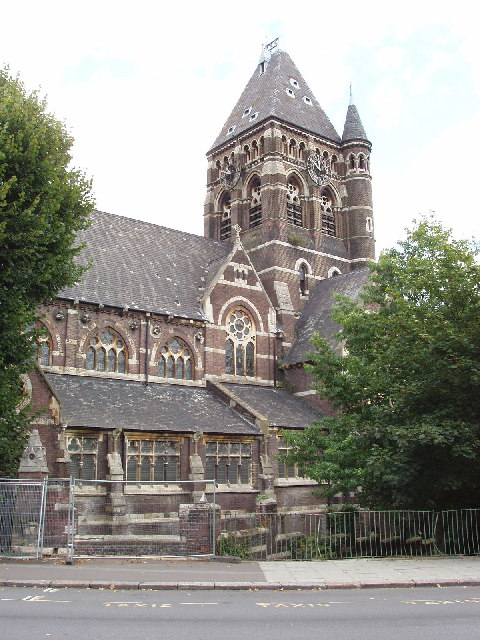
Vue extérieure de l'église

L'église Saint-Stephen de Rosslyn Hill est une ancienne église de Hampstead, à Londres. Elle est située à la jonction de Rosslyn Hill (en) avec Pond Street, et était fréquentée par 1 200 fidèles à son apogée. 

## Historique

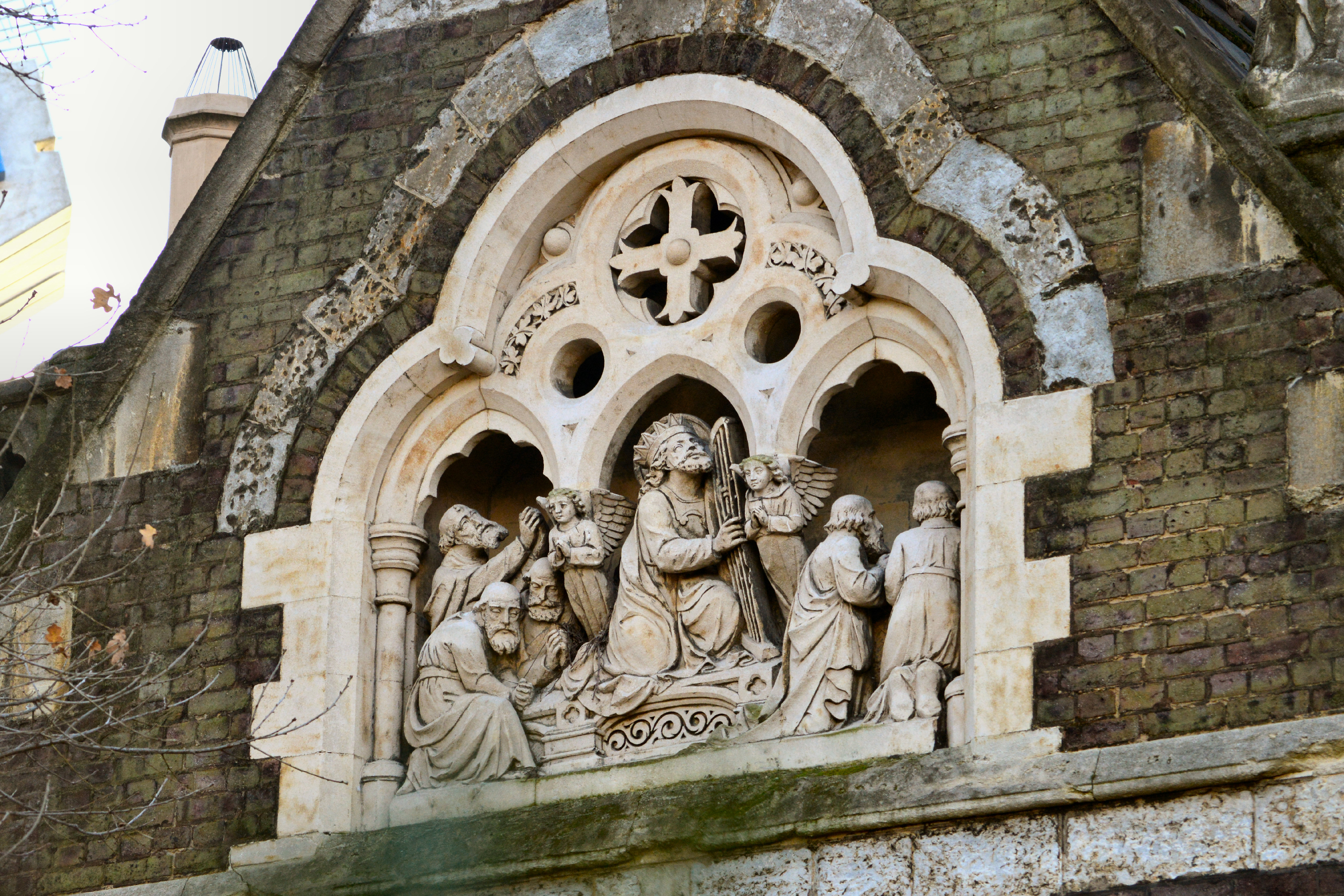
Sculpture de Thomas Earp figurant le roi David à l'exterieur de l'église

Les plans sont dessinés dans un style Néo-gothique par l'architecte Samuel Sanders Teulon. Celui-ci, auteur des plans de 114 églises, considère Saint-Stephen comme son chef-d’œuvre (elle est aussi sa plus onéreuse). Il accepte de travailler sur l'église après que Sir Thomas Maryon Wilson, Seigneur du Manoir de Hampstead, offre Hampstead Green à la construction d'une nouvelle cathédrale en 1864. Jusqu'en 1867, des fonds sont rassemblés pour la construction. Celle-ci, qui était estimée à 7 500 livres, finira par en coûter 27 000. 
Les travaux commencent en janvier 1869, avec la première pierre posée en mai et la consécration prononcée au 31 décembre par l'évêque de Londres John Jackson. La construction est achevée en 1870, mais des rénovations régulières sont nécessaires à cause du caractère pentu de la colline sur laquelle l'église est construite. 
La suffragiste chrétienne, écrivaine et pionnière de la cause féminine Margaret Nevinson est enterrée ici en 1932. 
Vers la fin des années 1960, des inquiétudes surviennent sur la structure des sols, et, avec l'augmentation des coûts de rénovation et la baisse de la fréquentation, l'église est fermée aux fidèles en 1977. 
La destruction du bâtiment est prévue pour transformer le site en un parking pour l'hôpital voisin ou pour y construire un immeuble d'appartements, mais l'église est sauvée de la destruction en devenant un monument classé de Grade I (le plus élevé au Royaume-Uni) à la fin des années 70. Néanmoins, il dépérit lentement et devient un lieu de squat. 
Un fonds destiné à la restauration et la préservation de l'Église se retrouve chargé de la remettre en état en 1999. Une somme de 4 millions de livres est rassemblée auprès de l'English Heritage, du Heritage Lottery Fund, d'entreprises locales et de donneurs individuels. Le bâtiment est ensuite restauré en trois étapes.